# Sophie Barker
 (décembre 2021).
Pour les articles homonymes, voir Barker.
Sophie Alexandra Jessica Barker (née le 5 novembre 1971) est une chanteuse et auteure britannique originaire de Londres, plus connue pour son œuvre au sein du groupe de downtempo Zero 7.

## Biographie
Après deux ans, elle quitte l'University College de Londres pour devenir chanteuse à plein temps. Elle signe chez Sony Records en 1996 avec sa collègue Kate Holmes sous le nom de Sirenes. Elles sortent trois singles, Blind, Deep End et Sun Don't Shine, avant de se séparer fin 1997.
Sophie Barker a co-écrit le plus grand succès de Zero 7, Destiny, et chante la chanson aux côtés de sa collègue Sia. Sophie Barker a également co-écrit et chanté sur In The Waiting Line et Spinning de leur album Simple Things . Elle a contribué à la suite de l'album Zero 7, When It Falls, en co-écrivant les chansons Passing By et In Time.
Elle a collaboré avec le musicien KK en 2004 pour sortir Lullaby, un album de chansons nocturnes pour enfants. La même année, elle est apparue en tant que choriste sur l'album de Sia, Colour the Small One, apparaissant sur le morceau Natale's Song. Elle a ensuite sorti un album solo intitulé Earthbound en 2005. 
Elle a également travaillé avec The Egg (Walking Away), les artistes électroniques Grooverider (Time and Space), Groove Armada (Inside My Mind (Blue Skies) et Your Song) et le duo acid-jazz Muki (I Don't Want to Know). 
Elle participe à une campagne télévisée de British Airways UK en 2006, en chantant une reprise de Leaving on a Jet Plane de John Denver. Elle a également été invité à chanter sur l'album Quiet Letters by Bliss, puis a collaboré et chanté sur l'album No One Built This Moment.
En 2010, elle signe avec le label indépendant Ho Hum Records et enregistre un nouvel album, Seagull, sorti le 6 mai 2011. Seagull a donné naissance à deux singles, Say Goodbye et Bluebell.
Le 13 janvier 2017, elle sort son troisième album solo Break the Habit sur Disco Gecko Recordings.

## Discographie
- Lullaby (2004)
- Earthbound (2005)
- Seagull (2011)
- Snowflake (The Rainbow Collection) (2011)
- A Forest / Say Goodbye (2011)
- I Do it to Myself (2016)
- Break the Habit (2017)
- LSA (2017)
- Neon Lines (2019)